# Ernst Moritz Hess

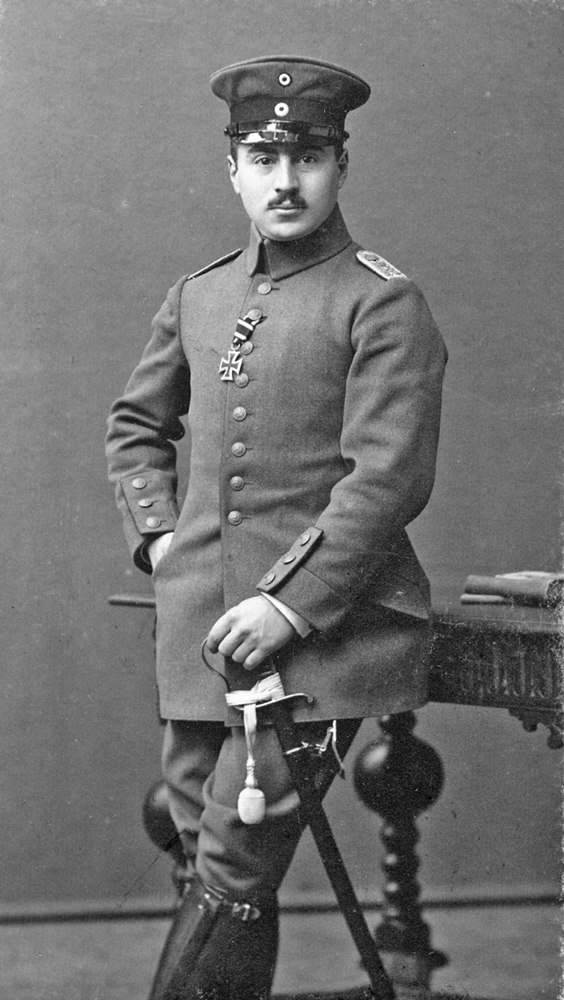
Ernst Moritz Hess in Uniform (1918)

Ernst Moritz Hess (* 20. März 1890 in Gelsenkirchen; † 14. September 1983 in Frankfurt am Main) war ein deutscher Offizier, Richter und Bundesbahnbeamter. War er im Deutschen Heer während des Ersten Weltkriegs einige Tage noch Vorgesetzter von Adolf Hitler, so geriet er aufgrund seiner jüdischen Herkunft während des Holocausts in große Gefahr, die er nur knapp überlebte.

## Leben

### Familie
Hess war ein Sohn des Rechtsanwalts Julius Hess und dessen Ehefrau Elisabeth Hess, geb. Heertz (* 1866), die einer alten Wetzlarer Bankiersfamilie entstammte. Er hatte eine ältere Schwester namens Berta (* 1888, ermordet im Holocaust) und einen Bruder namens Paul, der nach Brasilien emigrierte. Trotz der jüdischen Herkunft seiner Mutter war er evangelisch getauft. Er heiratete die ebenfalls evangelische Margarete, geb. Witte, und bekam mit ihr ein Kind, Ursula. Seine Schwester wurde am 21. Juli 1942 nach Theresienstadt und weiter nach Auschwitz deportiert und dort ermordet. Seine Mutter konnte am 5. Februar 1945 mit dem Zug in die Schweiz fliehen und kehrte nie wieder nach Deutschland zurück.
Hess lebte mit seiner Tochter Ursula bis zu seinem Tod in Frankfurt am Main.

### Militärische Karriere
Hess lebte bis in die frühen 1900er Jahre in Düsseldorf. Nach Ausbruch des Ersten Weltkriegs wurde er zur 2. Königlich Bayerischen Division eingezogen. Innerhalb der Division wurde er dem 16. Reserve-Infanterie-Regiment „List“ zugeteilt und wurde ab 1914 in den Flandernschlachten eingesetzt. Nach zahlreichen Beförderungen war Hess vom 21. bis zum 29. Juni 1916 Kompanieführer der 3. Kompanie und formal Adolf Hitlers Vorgesetzter, der zu dieser Zeit als Gefreiter diente. Trotzdem ist es eher unwahrscheinlich, dass sich die beiden in dieser kurzen Zeitspanne begegnet sind, da Hess als Frontoffizier keine Befehlsgewalt über Hitler hatte, der zu dieser Zeit als Meldegänger beim Regimentsstab eingesetzt war. Hess und Hitler wurden aber beide im Oktober 1916 bei der Schlacht an der Somme verwundet und im selben Lazarett behandelt. Im Jahr 1918 wurde Hess zum Oberleutnant befördert. Er wurde mehrmals ausgezeichnet, unter anderem mit dem Eisernen Kreuz I. Klasse und dem bayerischen Militärverdienstorden.

### Weimarer Republik und Zeit des Nationalsozialismus

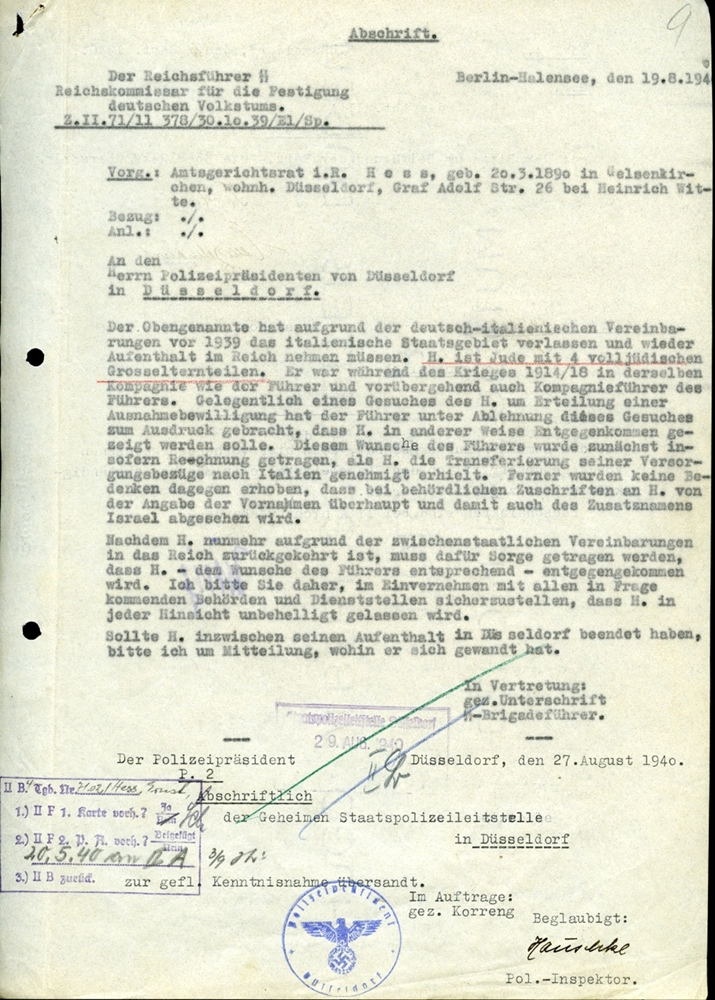
Schutzbrief

Nach dem Krieg zog Hess wieder nach Düsseldorf und arbeitete dort als Richter, wo ihm 1934 auch das Ehrenkreuz des Weltkrieges verliehen wurde. Nach einiger Zeit zog er aber mit seiner Familie nach Wuppertal, wo er am 1. Januar 1936 infolge der Beseitigung des Frontkämpferprivilegs durch die Erste Verordnung zum Reichsbürgergesetz aus dem Staatsdienst als Richter mit der Amtsbezeichnung eines Amtsgerichtsrats entlassen wurde. In Wuppertal spielte Hess Violine und gab häufig Konzerte mit Anton Schoenmaker. Ende 1936 wurde er von SS-Schlägern vor seinem Haus zusammengeschlagen.

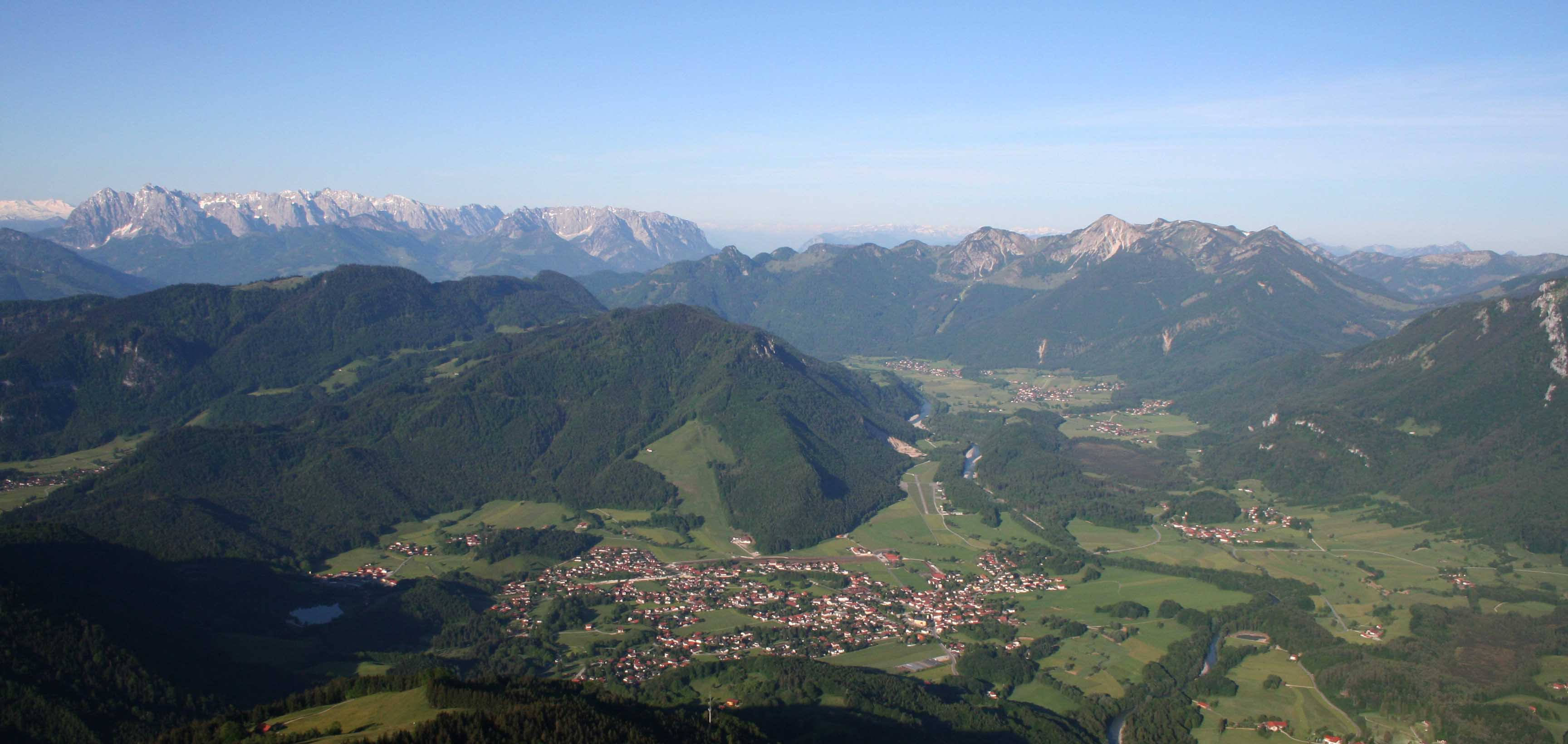
1940 ließ sich Hess in Unterwössen nieder.

Wegen dieser Umstände entschloss sich Hess mit seiner Familie zur Emigration ins italienische Bozen. Er entschied sich für Südtirol, da er seine Tochter in einem deutschsprachigen Umfeld aufwachsen lassen wollte. In dieser Zeit versuchte Hess, sich an Hitler zu wenden, und erreichte, dass er ab 1937 eine reduzierte Beamtenpension erhielt. Im Jahr 1940 wurde Hess, der sich vergeblich um eine Einreiseerlaubnis in die Schweiz bemüht hatte, mitsamt seiner Familie durch die Option in Südtirol aus Italien ausgewiesen und musste nach Deutschland zurückkehren. Er zog mit seiner Familie in das bayerische Unterwössen im Landkreis Traunstein, wo seine Tochter das lokale Marquartsteininternat besuchen konnte. In Unterwössen genoss er noch den Schutz Hitlers.
Im November 1940 erhielt Hess auch einen eigentlichen Schutzbrief, der vom damaligen Chef der Reichskanzlei, Hans Heinrich Lammers, ausgestellt worden war. Diese Protektion hielt aber nicht lange an, da ihm schon im Juni 1941 sein Schutzbrief entzogen wurde. Zahlreiche Versuche, sich an Hans Heinrich Lammers und Otto Bene zu wenden, scheiterten. Das einzige, was Hess noch vor der Deportation in ein Vernichtungslager schützte, war seine Ehe mit Margarete; trotzdem wurde er in das Judenlager Milbertshofen gebracht und zu Zwangsarbeit verurteilt. Später wurde er als Arbeiter bei dem auf Kasernen spezialisierten Baugeschäft L. Ehrengut eingesetzt, wo er durch die Gestapo gezwungen wurde, in einem sogenannten Judenhaus zu wohnen. Nachdem das Gelände des Baugeschäfts durch einen Luftangriff im Jahre 1943 nahezu völlig zerstört worden war, wurde Hess bis zum 20. April 1945 als Zwangsarbeiter beim Klempner Georg Grau eingesetzt.

### Nach dem Zweiten Weltkrieg
Nach Kriegsende wurde ihm eine Berufung als Richter an das Düsseldorfer Amtsgericht angeboten, die er aber ablehnte, weil dort seiner Meinung nach zu viele ehemalige Nationalsozialisten beschäftigt waren. Durch persönliche Kontakte erreichte Hess 1946 eine Einstellung bei der Deutschen Bundesbahn, bei der er von 1949 bis 1955 die Bundesbahndirektion Frankfurt am Main leitete. Hess wurde mit dem Großen Verdienstkreuz des Verdienstordens der Bundesrepublik Deutschland und 1970 mit der Ehrenplakette der Stadt Frankfurt am Main ausgezeichnet.